# 279. pehotni polk (Italija)
279. pehotni polk Vicenza je bil pehotni polk Kraljeve italijanske kopenske vojske.

## Zgodovina
Med prvo svetovno vojno je polk deloval na soški fronti.